# Jalal-ad-Dawla
Jalal-ad-Dawla Abu-Tàhir ibn Bahà-ad-Dawla (993/994-Bagdad, 9 de març de 1044) fou un sultà buwàyhida o búyida. A la mort de Baha al-Dawla el càrrec d'amir al-umarà va passar a Sultan-ad-Dawla (1012) i el seu germà Jalal fou nomenat governador de Bàssora. El 1021 Muixàrrif-ad-Dawla, germà de Sultan-ad-Dawla, amb el suport dels turcs es va apoderar d'Iraq; el 1022 Sultan i Muixàrrif van fer les paus i el segon conservava Iraq i el primer recuperava Fars i Khuzestan.
El desembre de 1023 o gener del 1024 va morir Sultan i el seu fill Abu Kalidjar (de 16 anys) i el seu oncle Abu l-Fawaris de Kirman, es van disputar el control de Fars i Khuzestan durant dos anys; Abu Kalidjar va obtenir la victòria final però Fawaris va conservar Kirman i a la pau entre ambdós del 1027, Abu Kalidjar va acceptar pagar un tribut al seu oncle. Mentre el juny de 1025 va morir Musharrif d'Iraq i el va succeir Djalal al-Dawla. La guarnició de Bagdad va proposar a Abu Kalidjar de nomenar-lo amir al-umara en lloc del seu oncle Djalal al-Dawla, que no havia anat a prendre possessió, però Abu Kalidjar, en mig del conflicte de Kirman, no va poder acceptar; tot i així Abu Kalidjar fou reconegut a Bagdad i es va fer la khutba en nom seu (desembre del 1025 al juny/juliol del 1027; el 1026 també es va fer la khutba en nom seu a Kufa).
Djalal al-Dawla va atacar Bagdad però fou rebutjat. El juliol de 1027 els turcs de Bagdad el van cridar finalment i fou reconegut, però per poc temps, ja que el 1028 va esclatar una lluita entre els turcs i els daylamites de Bagdad; finalment Djalal va poder controlar la situació però mentre Abu Kalidjar es va apoderar de Bàssora (1028) i a l'any següent de Wasit.
Djalal al-Dawla va organitzar una expedició a Ahwaz, capital d'Abu Kalidjar, i aquest va iniciar negociacions; no obstant Djalal va saquejar Ahwaz i va fer presoners a la família del seu rival (1029). Llavors Abu Kalidjar va atacar a Djalal (abril de 1030); la batalla decisiva (de tres dies) fou guanyada per aquest darrer que va ocupar Wasit i la part inferior d'Iraq i va entrar a Bagdad i Bàssora (però aquesta darrera fou recuperada poc després per Abu Kalidjar). A l'octubre de 1030 Abu Kalidjar va derrotar a Djalal a la batalla d'Al-Madhar. A Bagdad els conflictes entre els turcs i daylamites van acabar treien a Djalal tota l'autoritat que li restava i durant els cinc anys següents, la turbulència de la guarnició turca de Bagdad va expulsar a Djalal d'aquesta ciutat diverses vegades. El 1032 el seu palau fou saquejat i va haver de fugir a Ukbara; el seu nom fou exclòs de la khutba que es va fer per un temps en nom d'Abu Kalidjar que era a Ahwaz; Djalal va recuperar el control al cap de sis setmanes i per uns mesos el seu nom fou llegit a la khutba de la citat. Altre cop el seu palau fou saquejat (1033) i altre cop va fugir a al-Karkh però una vegada més va retornar al cap de poc cridat pels mateixos turcs; aprofitant la revolta del governador d'Abu Kalidjar a Bàssora, Abu l-Kasim (que estava a punt de ser destituït), es va apoderar d'aquesta ciutat (1033) on va enviar el seu fill, cridat pel mateix governador però al cap de pocs mesos Bàssora va expulsar a les forces de Djalal i va retornar a la fidelitat a Abu Kalidjar (1034). El 1035 Djalal fou enderrocat altre cop però va poder tornar al poder (1036) per intercessió del califa abbàssida.
El 1037 la guarnició turca de Bagdad dirigida per Barstoghan va expulsar a Djalal i el seu nom fou exclòs altre de la khutba que es va fer novament, per un temps, en nom d'Abu Kalidjar. Aquesta vegada Abu Kalidjar va enviar tropes per garantir el seu poder, les quals van ocupar Wasit, que van conservar uns quants mesos. Però Djalal va rebre el suport de Kirwash ibn al-Mukallab uqaylida de Mossul i de Dubays ibn Ali maziàdida d'Hilla i va recuperar Wasit el mateix 1037, i després Bagdad quan els daylamites de la guarnició van trencar amb els turcs. Barstoghan fou capturat i executat. Finalment Djalal i Abu Kalidjar van acordar la pau oficialment, amb un compromís de no atacar-se un a l'altra; una filla de Djalal es va casar amb Abu Mansur, fill d'Abu Kalidjar. Djalal va agafar llavors el títol de Shahanshah (Rei de reis). El 1039 o 1040 els turcs es van revoltar altre cop, però la revolta fou sufocada.
Djalal al-Dawla va morir el 9 de març del 1044. A Bagdad el seu fill Malik al-Aziz fou reconegut per la guarnició turca, però Abu Kalidjar va subornar a les tropes que el van proclamar al cap de poc (setembre del 1044) i la khutba fou llegida en nom seu i va esdevenir finalment l'únic sobirà buwàyhida.